# Liefmans

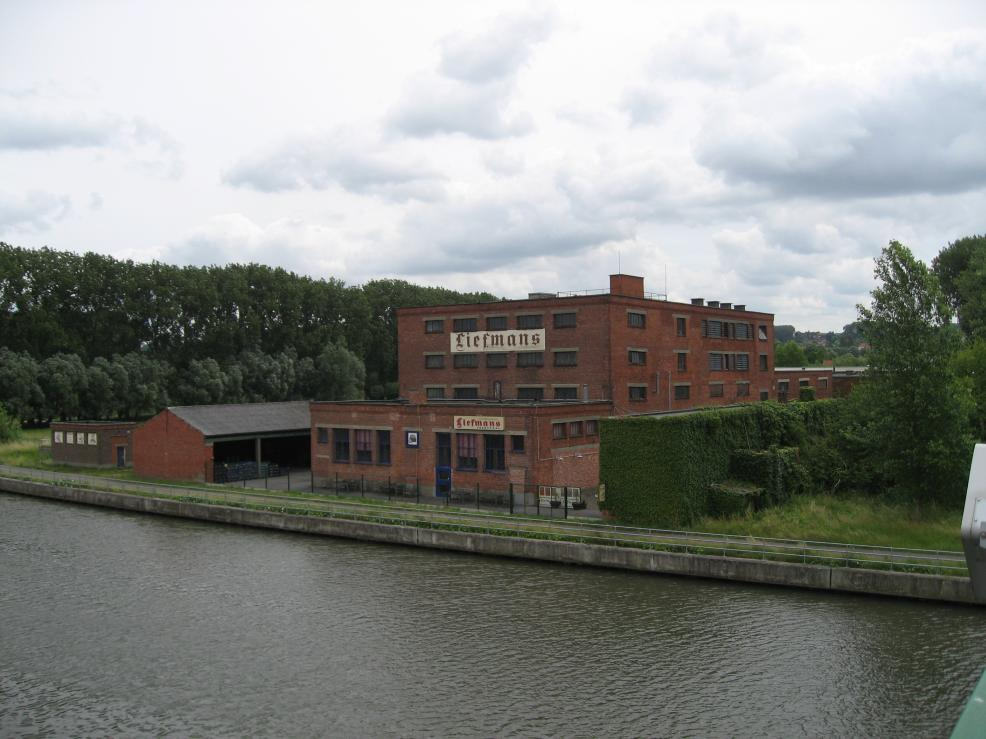
Cervecería Liefmans ubicada en Aalststraat, Países Bajos

Liefmans es una cervecería belga que produce oud bruin y otras cervezas nacionales. 

## Historia
Fue fundada en el año 1679. La empresa quebró en 2008 y fue adquirida por Duvel Moortgat. La cerveza de trigo de Liefmans, Dentergems Wit, y una ale belga, Lucifer, posteriormente fueron adquiridas y producidas por Het Anker.